# Chalcoprionus badeni
Chalcoprionus badeni là một loài bọ cánh cứng trong họ Cerambycidae.